# Bernard Maris
Bernard Maris (ur. 23 września 1946 w Tuluzie, zm. 7 stycznia 2015 w Paryżu) – francuski ekonomista i dziennikarz. Zginął podczas zamachu na siedzibę Charlie Hebdo.

## Życiorys
Wykładał w Instytucie Studiów Europejskich na Uniwersytecie Paris VIII. W 2011 przewodniczący Senatu Jean-Pierre Bel mianował go radcą prawnym Banku Francji. 
Pod pseudonimem "Oncle Bernard" publikował w dziale gospodarczym tygodnika Charlie Hebdo. Prowadził audycję radiową w France Inter.